# Armando Francioli
Pour les articles homonymes, voir Francioli.
Armando Francioli (né le 21 octobre 1919 à Rome et mort le 6 avril 2020  dans la même ville) est un acteur italien. Il est apparu dans plus d'une cinquantaine de films à partir de 1942.

## Biographie
Armando Francioli passe un diplôme en économie et commerce, puis fréquente la Scuola nazionale di cinema. Il fait ses débuts au cinéma en 1941, avec un rôle dans Un coup de pistolet de Renato Castellani.
Après-guerre, alors qu'il continue sa carrière cinématographique, il se lance au théâtre et accoste la télévision, au début dans des réalisations de Mario Landi et de Guglielmo Morandi (it). Il devient connu au petit écran, alors qu'au cinéma, malgré des rôles réguliers, il n'obtient jamais des premiers rôles.
Il travaille à partir de 1962 comme mannequin pour Lebole, marque d'habillement masculin. Il devient célèbre pour le slogan qu'il récite « Ho un debole per l'uomo in Lebole » (j'ai un faible pour l'homme en Lebole). Il pose également dans de nombreux romans-photos aux côtés de sa sœur Germana (it) et de son frère Luciano (it).
Dans les années 1970 et 1980, il travaille également à la radio : il lit des méditations spirituelles dans la rubrique religieuse du dimanche matin Oggi è domenica.

## Filmographie partielle
- 1942 : Un coup de pistolet (Un colpo di pistola) de Renato Castellani
- 1943 : C'e sempre un ma! de Luigi Zampa
- 1946 : L'Aigle noir (Aquila nera) de Riccardo Freda
- 1947 : Fumerie d'opium (La fumeria d'oppio) de Raffaello Matarazzo
- 1952 : Onze heures sonnaient (Roma ore 11) de Giuseppe De Santis
- 1952 : Une femme pour une nuit (Moglie per una notte) de Mario Camerini
- 1953 : Le Marchand de Venise de Pierre Billon
- 1953 : Fille d'amour de Vittorio Cottafavi
- 1954 : Le Masque de fer (Il prigioniero del re) de Richard Pottier et Giorgio Venturini
- 1954 : La Reine Margot de Jean Dréville
- 1960 : La Princesse du Nil (La donna dei faraoni) de Victor Tourjanski
- 1967 : Le Retour de Kriminal (Il marchio di Kriminal) de Fernando Cerchio
- 1970 : La Horse de Pierre Granier-Deferre
- 1970 : Êtes-vous fiancée à un marin grec ou à un pilote de ligne ? de Jean Aurel

## Crédit d'auteurs
- (it) Cet article est partiellement ou en totalité issu de l’article de Wikipédia en italien intitulé « Armando_Francioli » (voir la liste des auteurs).